# Horisme intestinata
Horisme intestinata là một loài bướm đêm trong họ Geometridae.

## Hình ảnh

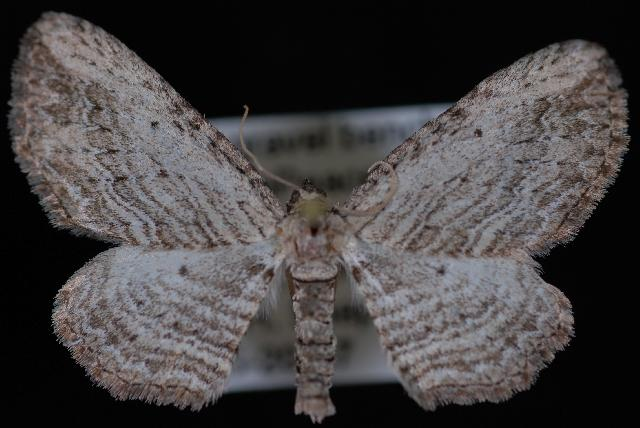